# Hiiumaa (commune)
Pour les articles homonymes, voir Hiiumaa.
Hiiumaa est une commune (en estonien Hiiumaa vald) et un comté traditionnel (en estonien Hiiu maakond) d'Estonie. Elle correspond à l'ile éponyme d'Hiiumaa ainsi qu'aux petites iles environnantes.

## Administration

### Comté
Hiiumaa possède son propre comté historique estonien. Avant 2013, le comté était subdivisé en cinq communes englobant chacune quelques villages et avait son propre gouverneur. Depuis la réforme des comtés en 2018, ces derniers ne jouent plus qu'un rôle symbolique.

## Géographie
Le territoire de la commune correspond exactement à celui du comté de Hiiu. Elle comprend une ville, Kärdla, deux petits bourgs, Käina et Kõrgessaare, ainsi que 182 villages et hameaux.

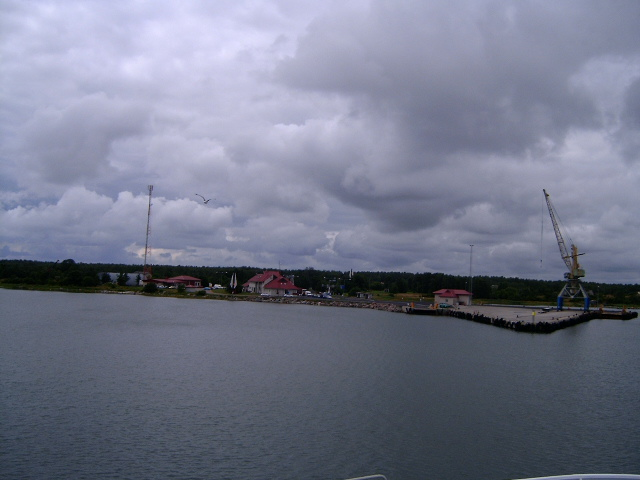
Vue du port

### Bourgs
Kõrgessaare

### Villages
Aadma, Ala, Allika, Aruküla, Emmaste, Emmaste-Kurisu, Emmaste-Selja, Esiküla, Hagaste, Haldi, Haldreka, Harju, Hausma, Heigi, Heiste, Heistesoo, Hellamaa, Heltermaa, Hiiessaare, Hilleste, Hindu, Hirmuste, Härma, Hüti, Isabella, Jausa, Jõeküla, Jõeranna, Jõesuu, Kaasiku, Kabuna, Kaderna, Kaigutsi, Kalana, Kaleste, Kalgi, Kanapeeksi, Kassari, Kauste, Kerema, Kidaste, Kiduspe, Kiivera, Kitsa, Kleemu, Kodeste, Kogri, Koidma, Kolga, Kopa, Kukka, Kuri, Kuriste, Kurisu, Kuusiku, Kõlunõmme, Kõmmusselja, Kõpu, Kärdla-Nõmme, Külaküla, Külama, Laartsa, Laasi, Lassi, Laheküla, Lauka, Leerimetsa, Lehtma, Leigri, Leisu, Lelu, Lepiku, Ligema, Lilbi, Linnumäe, Loja, Luguse, Luidja, Lõbembe, Lõpe, Malvaste, Mangu, Mardihansu, Meelste, Metsaküla, Metsalauka, Metsapere, Moka, Muda, Mudaste, Mäeküla, Mäeltse, Mägipe, Männamaa, Mänspe, Määvli, Napi, Nasva, Niidiküla, Nurste, Nõmba, Nõmme, Nõmmerga, Ogandi, Ojaküla, Ole, Orjaku, Otste, Palade, Palli, Paluküla, Paope, Partsi, Pihla, Pilpaküla, Poama, Prassi, Prähnu, Prählamäe, Puliste, Puski, Putkaste, Pärna, Pärnselja, Pühalepa, Pühalepa-Harju, Rannaküla, Reheselja, Reigi, Reigi-Nõmme, Reikama, Riidaküla, Risti, Ristivälja, Rootsi, Sakla, Salinõmme, Sarve, Selja, Sepaste, Sigala, Sinima, Soonlepa, Suuremõisa, Suurepsi, Suureranna, Suuresadama, Sõru, Sääre, Sülluste, Taguküla, Tahkuna, Tammela, Tammistu, Tareste, Taterma, Tempa, Tiharu, Tilga, Tohvri, Tubala, Tärkma, Ulja, Undama, Utu, Vaemla, Vahtrepa, Valgu, Valipe, Vanamõisa, Viilupi, Viiri, Viita, Viitasoo, Vilima, Vilivalla, Villamaa, Villemi, Värssu, Õngu, Ühtri, Ülendi.

## Histoire
La commune est créée en octobre 2017 lors d'une réorganisation administrative par la fusion des quatre communes du comté de Hiiu, Emmaste, Hiiu, Käina et Pühalepa.

## Démographie
| Année     | 2016  | 2017  | 2018  | 2019  | 2020  | 2021  | 2022  |
| --------- | ----- | ----- | ----- | ----- | ----- | ----- | ----- |
| Habitants | 9 348 | 9 335 | 9 387 | 9 387 | 9 315 | 9 381 | 8 791 |